# Cervonîi Kolodeaz, Nijîn
Cervonîi Kolodeaz (în ucraineană Червоний Колодязь) este un sat în comuna Peremoha din raionul Nijîn, regiunea Cernihiv, Ucraina.

## Demografie
Componența lingvistică a localității Cervonîi Kolodeaz
     Ucraineană (97,61%)
     Rusă (1,99%)
     Alte limbi (0,4%)
Conform recensământului din 2001, majoritatea populației localității Cervonîi Kolodeaz era vorbitoare de ucraineană (97,61%), existând în minoritate și vorbitori de rusă (1,99%).